# Jodorowsky’s Dune
Jodorowsky’s Dune ist ein Dokumentarfilm über den misslungenen Versuch von Alejandro Jodorowsky, den Roman Dune Mitte der 1970er Jahre zu verfilmen.

## Inhalt
In seinem vollgestellten Arbeitszimmer in Paris erinnert sich der Filmemacher Alejandro Jodorowsky an sein größtes gescheitertes Projekt. Erfolgreich als Theatermann und avantgardistischer Filmemacher wollte er Mitte der 1970er Jahre den größten Film aller Zeiten schaffen, eine mehrstündige Verfilmung von Frank Herberts Science-Fiction-Roman Dune. Er suchte nach spirituellen Kriegern, die seinen Weg begleiten würden. Fasziniert von der Comicserie Leutnant Blueberry ersuchte er die Mithilfe des Zeichners Jean Giraud (Moebius), mit dem er dann täglich an einem kiloschweren Storyboard mit insgesamt 3000 Zeichnungen arbeitete. Als Designer der Raumschiffe wurde Chris Foss in London engagiert. Inspiriert durch den Film Dark Star – Finsterer Stern wurde Dan O’Bannon für die Spezialeffekte angefragt, welcher dann nach Paris zog. Als Entwerfer des Harkonnen-Reiches wurde der bisher filmisch unerfahrene HR Giger verpflichtet. Für die Musik waren Pink Floyd und Magma vorgesehen. Als Schauspieler sollten David Carradine (als Leto), Salvador Dalí (als Imperator), Amanda Lear (als Prinzessin Irulan), Mick Jagger (als Feyd-Rautha), Udo Kier (als Piter DeVries), Orson Welles (als Baron Harkonnen) und Brontis Jodorowsky (als Paul) agieren.
Anders als in der Romanvorlage würde sich der Wüstenplanet zum Schluss in ein Paradies verwandeln und als Messias andere Planeten des Universums spirituell erleuchten.
Das ca. 15 Millionen Dollar teure Projekt wurde von allen großen Hollywood-Studios abgelehnt. Man vermutet, dass trotzdem viele Motive des Storyboards in anderen Filmen Verwendung fanden, auch fanden Jodorowsky und Giraud für die Comic-Serie Der Incal zusammen. Überdies wurden HR Giger, Dan O’Bannon und Giraud dann mit dem Film Alien – Das unheimliche Wesen aus einer fremden Welt erfolgreich.

## Preise und Auszeichnungen
Die Dokumentation wurde für zahlreiche Filmpreise nominiert, dazu zählt der Critics’ Choice Movie Award, der Chlotrudis Award, der Chicago Film Critics Association Award oder der Satellite Award.